# Tzitzicazapa, Puebla
Tzitzicazapa är en ort i Mexiko.   Den ligger i kommunen Tlaola och delstaten Puebla, i den sydöstra delen av landet, 150 km nordost om huvudstaden Mexico City. Tzitzicazapa ligger 1 041 meter över havet och antalet invånare är 704.
Terrängen runt Tzitzicazapa är lite bergig. Runt Tzitzicazapa är det ganska tätbefolkat, med 86 invånare per kvadratkilometer. Närmaste större samhälle är Huauchinango, 12,6 km väster om Tzitzicazapa. I omgivningarna runt Tzitzicazapa växer i huvudsak städsegrön lövskog.